# Lista över ledamöter av Sveriges riksdag 1985–1988
Ledamöter av Sveriges riksdag mandatperioden 1985–1988.
Ledamöterna invaldes vid valet den 15 september 1985. 

## Invalda ledamöter
Listan avser valda ledamöter vid inledandet av riksmötet 1985/1986, medan ersättare för talman och statsråd redovisas i en separat lista. Notera att Thorbjörn Fälldin redan 5 december 1985 lämnade ordförandeskapet för Centerpartiet, vilket togs över av Karin Söder som var tillförordnad. Ingemund Bengtsson var ålderspresident under denna riksdag då han hade suttit i med i dessa sammanhang sedan riksdagen 1951. Det bör noteras att Ulf Adelsohn utöver sin roll som oppositionsledare var partiordförande och gruppledare för Moderaterna. 
Sedan tredje vice talman Anders Dahlgren avlidit den 24 mars 1986, valdes Bertil Fiskesjö till att tillträda ämbetet.
Sedan andra vice talman Karl Erik Eriksson avsagt sig alla riksdagsuppdrag den 5 april 1988, valdes Christer Eirefelt till att tillträda ämbetet.
| Utskottsförkortningar | |
| - AU – Arbetsmarknadsutskottet - BoU − Bostadsutskottet - FiU − Finansutskottet - FöU − Försvarsutskottet - JoU − Jordbruksutskottet - JuU − Justitieutskottet - KrU − Kulturutskottet - KU − Konstitutionsutskottet | - LU − Lagutskottet - NU − Näringsutskottet - SfU − Socialförsäkringsutskottet - SkU − Skatteutskottet - SoU − Socialutskottet - TU − Trafikutskottet - UbU − Utbildningsutskottet - UU − Utrikesutskottet |

Numreringen till vänster syftar inte på respektive riksdagsledamots plats.
| Nr  |
| --- |
| 1   |
| 2   |
| 3   |
| 4   |
| 5   |
| 6   |
| 7   |
| 8   |
| 9   |
| 10  |
| 11  |
| 12  |
| 13  |
| 14  |
| 15  |
| 16  |
| 17  |
| 18  |
| 19  |
| 20  |
| 21  |
| 22  |
| 23  |
| 24  |
| 25  |
| 26  |
| 27  |
| 28  |
| 29  |
| 30  |
| 31  |
| 32  |
| 33  |
| 34  |
| 35  |
| 36  |
| 37  |
| 38  |
| 39  |
| 40  |
| 41  |
| 42  |
| 43  |
| 44  |
| 45  |
| 46  |
| 47  |
| 48  |
| 49  |
| 50  |
| 51  |
| 52  |
| 53  |
| 54  |
| 55  |
| 56  |
| 57  |
| 58  |
| 59  |
| 60  |
| 61  |
| 62  |
| 63  |
| 64  |
| 65  |
| 66  |
| 67  |
| 68  |
| 69  |
| 70  |
| 71  |
| 72  |
| 73  |
| 74  |
| 75  |
| 76  |
| 77  |
| 78  |
| 79  |
| 80  |
| 81  |
| 82  |
| 83  |
| 84  |
| 85  |
| 86  |
| 87  |
| 88  |
| 89  |
| 90  |
| 91  |
| 92  |
| 93  |
| 94  |
| 95  |
| 96  |
| 97  |
| 98  |
| 99  |
| 100 |
| 101 |
| 102 |
| 103 |
| 104 |
| 105 |
| 106 |
| 107 |
| 108 |
| 109 |
| 110 |
| 111 |
| 112 |
| 113 |
| 114 |
| 115 |
| 116 |
| 117 |
| 118 |
| 119 |
| 120 |
| 121 |
| 122 |
| 123 |
| 124 |
| 125 |
| 126 |
| 127 |
| 128 |
| 129 |
| 130 |
| 131 |
| 132 |
| 133 |
| 134 |
| 135 |
| 136 |
| 137 |
| 138 |
| 139 |
| 140 |
| 141 |
| 142 |
| 143 |
| 144 |
| 145 |
| 146 |
| 147 |
| 148 |
| 149 |
| 150 |
| 151 |
| 152 |
| 153 |
| 154 |
| 155 |
| 156 |
| 157 |
| 158 |
| 159 |
| 160 |
| 161 |
| 162 |
| 163 |
| 164 |
| 165 |
| 166 |
| 167 |
| 168 |
| 169 |
| 170 |
| 171 |
| 172 |
| 173 |
| 174 |
| 175 |
| 176 |
| 177 |
| 178 |
| 179 |
| 180 |
| 181 |
| 182 |
| 183 |
| 184 |
| 185 |
| 186 |
| 187 |
| 188 |
| 189 |
| 190 |
| 191 |
| 192 |
| 193 |
| 194 |
| 195 |
| 196 |
| 197 |
| 198 |
| 199 |
| 200 |
| 201 |
| 202 |
| 203 |
| 204 |
| 205 |
| 206 |
| 207 |
| 208 |
| 209 |
| 210 |
| 211 |
| 212 |
| 213 |
| 214 |
| 215 |
| 216 |
| 217 |
| 218 |
| 219 |
| 220 |
| 221 |
| 222 |
| 223 |
| 224 |
| 225 |
| 226 |
| 227 |
| 228 |
| 229 |
| 230 |
| 231 |
| 232 |
| 233 |
| 234 |
| 235 |
| 236 |
| 237 |
| 238 |
| 239 |
| 240 |
| 241 |
| 242 |
| 243 |
| 244 |
| 245 |
| 246 |
| 247 |
| 248 |
| 249 |
| 250 |
| 251 |
| 252 |
| 253 |
| 254 |
| 255 |
| 256 |
| 257 |
| 258 |
| 259 |
| 260 |
| 261 |
| 262 |
| 263 |
| 264 |
| 265 |
| 266 |
| 267 |
| 268 |
| 269 |
| 270 |
| 271 |
| 272 |
| 273 |
| 274 |
| 275 |
| 276 |
| 277 |
| 278 |
| 279 |
| 280 |
| 281 |
| 282 |
| 283 |
| 284 |
| 285 |
| 286 |
| 287 |
| 288 |
| 289 |
| 290 |
| 291 |
| 292 |
| 293 |
| 294 |
| 295 |
| 296 |
| 297 |
| 298 |
| 299 |
| 300 |
| 301 |
| 302 |
| 303 |
| 304 |
| 305 |
| 306 |
| 307 |
| 308 |
| 309 |
| 310 |
| 311 |
| 312 |
| 313 |
| 314 |
| 315 |
| 316 |
| 317 |
| 318 |
| 319 |
| 320 |
| 321 |
| 322 |
| 323 |
| 324 |
| 325 |
| 326 |
| 327 |
| 328 |
| 329 |
| 330 |
| 331 |
| 332 |
| 333 |
| 334 |
| 335 |
| 336 |
| 337 |
| 338 |
| 339 |
| 340 |
| 341 |
| 342 |
| 343 |
| 344 |
| 345 |
| 346 |
| 347 |
| 348 |
| 349 |

| Riksdagsledamot           | Yrke                    | Parti | Parti                        | Valkrets             | Anmärkningar                  |
| ------------------------- | ----------------------- | ----- | ---------------------------- | -------------------- | ----------------------------- |
| Ulf Adelsohn              | f.d. statsråd           |       | Moderata samlingspartiet     | Stockholms kommun    | Gruppledare för partiet       |
| Gösta Bohman              | f.d. statsråd           |       | Moderata samlingspartiet     | Stockholms kommun    |                               |
| Margaretha af Ugglas      | civilekonom             |       | Moderata samlingspartiet     | Stockholms kommun    |                               |
| Carl Bildt                | politiker               |       | Moderata samlingspartiet     | Stockholms kommun    |                               |
| Elisabeth Fleetwood       | adjunkt                 |       | Moderata samlingspartiet     | Stockholms kommun    |                               |
| Lennart Blom              | juris kandidatexamen    |       | Moderata samlingspartiet     | Stockholms kommun    | Ordförande i FöU.             |
| Filip Fridolfsson         | fabrikör                |       | Moderata samlingspartiet     | Stockholms kommun    |                               |
| Blenda Littmarck          | politiker               |       | Moderata samlingspartiet     | Stockholms kommun    |                               |
| Göran Ericsson            | kriminalinspektör       |       | Moderata samlingspartiet     | Stockholms kommun    |                               |
| Olof Palme                | statsråd                |       | Socialdemokraterna           | Stockholms kommun    | Partiordförande och statsråd  |
| Gertrud Sigurdsen         | statsråd                |       | Socialdemokraterna           | Stockholms kommun    | Statsråd under perioden       |
| Sten Andersson            | statsråd                |       | Socialdemokraterna           | Stockholms kommun    | Statsråd under perioden       |
| Anita Gradin              | statsråd                |       | Socialdemokraterna           | Stockholms kommun    | Statsråd under perioden       |
| Sivert Andersson          | metallarbetare          |       | Socialdemokraterna           | Stockholms kommun    |                               |
| Maj Britt Theorin         | ambassadör              |       | Socialdemokraterna           | Stockholms kommun    |                               |
| Oskar Lindkvist           | organisationschef       |       | Socialdemokraterna           | Stockholms kommun    | Vice ordförande i BoU.        |
| Anita Modin               | förbundskassör          |       | Socialdemokraterna           | Stockholms kommun    |                               |
| Mats Hellström            | statsråd                |       | Socialdemokraterna           | Stockholms kommun    | Statsråd under perioden       |
| Monica Andersson          | statssekreterare        |       | Socialdemokraterna           | Stockholms kommun    |                               |
| Lars Ulander              | ombudsman               |       | Socialdemokraterna           | Stockholms kommun    | Ordförande i AU.              |
| Birgit Friggebo           | riksgäldsfullmäktig     |       | Folkpartiet                  | Stockholms kommun    |                               |
| Jan-Erik Wikström         | f.d. statsråd           |       | Folkpartiet                  | Stockholms kommun    |                               |
| Hadar Cars                | f.d. statsråd           |       | Folkpartiet                  | Stockholms kommun    |                               |
| Margareta Andrén          | kurator                 |       | Folkpartiet                  | Stockholms kommun    |                               |
| Maria Leissner            | sekreterare             |       | Folkpartiet                  | Stockholms kommun    |                               |
| Olof Johansson            | f.d. statsråd           |       | Centern                      | Stockholms kommun    |                               |
| Lars Werner               | ombudsman               |       | Vänsterpartiet kommunisterna | Stockholms kommun    | Partiordförande               |
| Margó Ingvardsson         | sjukgymnast             |       | Vänsterpartiet kommunisterna | Stockholms kommun    |                               |
| Bo Hammar                 | redaktör                |       | Vänsterpartiet kommunisterna | Stockholms kommun    |                               |
| Staffan Burenstam Linder  | ekonom                  |       | Moderata samlingspartiet     | Stockholms län       |                               |
| Gunnar Biörck             | professor               |       | Moderata samlingspartiet     | Stockholms län       |                               |
| Gunnar Hökmark            | civilekonom             |       | Moderata samlingspartiet     | Stockholms län       |                               |
| Alf Wennerfors            | informationschef        |       | Moderata samlingspartiet     | Stockholms län       |                               |
| Görel Bohlin              | filosofie kandidat      |       | Moderata samlingspartiet     | Stockholms län       |                               |
| Allan Åkerlind            | byggnadsarbetare        |       | Moderata samlingspartiet     | Stockholms län       |                               |
| Stig Rindborg             | advokat                 |       | Moderata samlingspartiet     | Stockholms län       |                               |
| Gunnel Liljegren          | adjunkt                 |       | Moderata samlingspartiet     | Stockholms län       |                               |
| Knut Billing              | politisk sekreterare    |       | Moderata samlingspartiet     | Stockholms län       |                               |
| Allan Ekström             | hovrättsråd             |       | Moderata samlingspartiet     | Stockholms län       |                               |
| Birgitta Rydle            | ämneslärare             |       | Moderata samlingspartiet     | Stockholms län       |                               |
| Ingvar Carlsson           | statsråd                |       | Socialdemokraterna           | Stockholms län       | Statsråd under perioden       |
| Anna-Greta Leijon         | statsråd                |       | Socialdemokraterna           | Stockholms län       | Statsråd under perioden       |
| Thage G. Peterson         | statsråd                |       | Socialdemokraterna           | Stockholms län       | Statsråd under perioden       |
| Margareta Palmqvist       | barnmorska              |       | Socialdemokraterna           | Stockholms län       |                               |
| Lars Gustafsson           | sociolog                |       | Socialdemokraterna           | Stockholms län       | Ordförande i UbU.             |
| Lennart Andersson         | studieombudsman         |       | Socialdemokraterna           | Stockholms län       | Vice ordförande i LU.         |
| Ivar Nordberg             | byggnadssnickare        |       | Socialdemokraterna           | Stockholms län       | Gruppledare för partiet       |
| Anita Johansson           | undersköterska          |       | Socialdemokraterna           | Stockholms län       |                               |
| Aina Westin               | ombudsman               |       | Socialdemokraterna           | Stockholms län       |                               |
| Mona Sahlin               | sekreterare             |       | Socialdemokraterna           | Stockholms län       |                               |
| Sören Lekberg             | ombudsman               |       | Socialdemokraterna           | Stockholms län       |                               |
| Ulf Lönnqvist             | statssekreterare        |       | Socialdemokraterna           | Stockholms län       |                               |
| Hans Göran Franck         | advokat                 |       | Socialdemokraterna           | Stockholms län       |                               |
| Sylvia Pettersson         | kontorist               |       | Socialdemokraterna           | Stockholms län       |                               |
| Bengt Westerberg          | partiordförande         |       | Folkpartiet                  | Stockholms län       | Partiordförande               |
| Ingemar Eliasson          | f.d. statsråd           |       | Folkpartiet                  | Stockholms län       | Gruppledare för partiet       |
| Ylva Annerstedt           | lärare                  |       | Folkpartiet                  | Stockholms län       |                               |
| Daniel Tarschys           | professor               |       | Folkpartiet                  | Stockholms län       | Ordförande i SoU.             |
| Anne Wibble               | bankofullmäktig         |       | Folkpartiet                  | Stockholms län       |                               |
| Lars Leijonborg           | konsult                 |       | Folkpartiet                  | Stockholms län       |                               |
| Karin Söder               | f.d. statsråd           |       | Centern                      | Stockholms län       | Vice ordförande i UU.         |
| Pär Granstedt             | filosofie kandidat      |       | Centern                      | Stockholms län       | Vice ordförande i UbU.        |
| Tore Claeson              | hyresgästombudsman      |       | Vänsterpartiet kommunisterna | Stockholms län       |                               |
| Inga Lantz                | industritjänsteman      |       | Vänsterpartiet kommunisterna | Stockholms län       |                               |
| Tommy Franzén             | elektriker              |       | Vänsterpartiet kommunisterna | Stockholms län       |                               |
| Ingegerd Troedsson        | f.d. statsråd           |       | Moderata samlingspartiet     | Uppsala län          | Riksdagens första vice talman |
| Lars Ahlmark              | styrelseledamot         |       | Moderata samlingspartiet     | Uppsala län          |                               |
| Arne Gadd                 | revisionsdirektör       |       | Socialdemokraterna           | Uppsala län          | Ordförande i FiU.             |
| Birgitta Dahl             | statsråd                |       | Socialdemokraterna           | Uppsala län          | Statsråd under perioden       |
| Ingrid Andersson          | sjuksköterska           |       | Socialdemokraterna           | Uppsala län          |                               |
| Gustav Persson            |                         |       | Socialdemokraterna           | Uppsala län          |                               |
| Gunnar Thollander         | instruktör              |       | Socialdemokraterna           | Uppsala län          |                               |
| Jörgen Ullenhag           | byråchef                |       | Folkpartiet                  | Uppsala län          |                               |
| Barbro Sandberg           | lärare                  |       | Folkpartiet                  | Uppsala län          |                               |
| Rosa Östh                 | lantbrukare             |       | Centern                      | Uppsala län          |                               |
| Oswald Söderqvist         | byråsekreterare         |       | Vänsterpartiet kommunisterna | Uppsala län          |                               |
| Per Westerberg            | civilekonom             |       | Moderata samlingspartiet     | Södermanlands län    |                               |
| Göran Allmér              | rektor                  |       | Moderata samlingspartiet     | Södermanlands län    |                               |
| Svante Lundkvist          | statsråd                |       | Socialdemokraterna           | Södermanlands län    | Statsråd t.o.m. 1986          |
| Maj-Lis Lööw              | arbetsförmedlare        |       | Socialdemokraterna           | Södermanlands län    |                               |
| Olle Svensson             | chefredaktör            |       | Socialdemokraterna           | Södermanlands län    | Ordförande i KU.              |
| Anita Persson             | socialkamrer            |       | Socialdemokraterna           | Södermanlands län    |                               |
| Marita Bengtsson          | inspektör               |       | Socialdemokraterna           | Södermanlands län    |                               |
| Kjell Johansson           | fabrikör                |       | Folkpartiet                  | Södermanlands län    |                               |
| Larz Johansson            | lantbrukare             |       | Centern                      | Södermanlands län    |                               |
| Per Unckel                | politiker               |       | Moderata samlingspartiet     | Östergötlands län    |                               |
| Per-Olof Strindberg       | länsombudsman           |       | Moderata samlingspartiet     | Östergötlands län    | Ordförande i LU.              |
| Birger Hagård             | universitetslektor      |       | Moderata samlingspartiet     | Östergötlands län    |                               |
| Christer Nilsson          | socionom                |       | Socialdemokraterna           | Östergötlands län    |                               |
| Maj-Lis Landberg          | riksgäldsfullmäktig     |       | Socialdemokraterna           | Östergötlands län    |                               |
| Torsten Karlsson          | metallarbetare          |       | Socialdemokraterna           | Östergötlands län    |                               |
| Sture Thun                | elmästare               |       | Socialdemokraterna           | Östergötlands län    |                               |
| Inge Carlsson             | metallarbetare          |       | Socialdemokraterna           | Östergötlands län    |                               |
| Ingvar Björk              | folkhögskollärare       |       | Socialdemokraterna           | Östergötlands län    |                               |
| Berit Löfstedt            | ombudsman               |       | Socialdemokraterna           | Östergötlands län    |                               |
| Viola Furubjelke          | utredningssekreterare   |       | Socialdemokraterna           | Östergötlands län    |                               |
| Börje Stensson            | rektor                  |       | Folkpartiet                  | Östergötlands län    |                               |
| Karl-Göran Biörsmark      | adjunkt                 |       | Folkpartiet                  | Östergötlands län    |                               |
| Anders Dahlgren           | f.d. statsråd           |       | Centern                      | Östergötlands län    | Riksdagens tredje vice talman |
| Marianne Karlsson         | politiker               |       | Centern                      | Östergötlands län    |                               |
| Nils Berndtson            | ombudsman               |       | Vänsterpartiet kommunisterna | Östergötlands län    |                               |
| Anders Björck             | politiker               |       | Moderata samlingspartiet     | Jönköpings län       | Vice ordförande i KU.         |
| Göte Jonsson              | kriminalinspektör       |       | Moderata samlingspartiet     | Jönköpings län       |                               |
| Anita Bråkenhielm         | läkare                  |       | Moderata samlingspartiet     | Jönköpings län       |                               |
| Åke Gustavsson            | redaktör                |       | Socialdemokraterna           | Jönköpings län       |                               |
| Catarina Rönnung          | folkhögskollärare       |       | Socialdemokraterna           | Jönköpings län       |                               |
| Helge Klöver              | järnvägsexpeditör       |       | Socialdemokraterna           | Jönköpings län       |                               |
| Ingegerd Elm              | politiker               |       | Socialdemokraterna           | Jönköpings län       |                               |
| Nils Nordh                | metallarbetare          |       | Socialdemokraterna           | Jönköpings län       |                               |
| Carl-Johan Wilson         | förlagsredaktör         |       | Folkpartiet                  | Jönköpings län       |                               |
| Ingrid Ronne-Björkqvist   | läkare                  |       | Folkpartiet                  | Jönköpings län       |                               |
| Alf Svensson              | adjunkt                 |       | Centern                      | Jönköpings län       | Partiordförande i KDS         |
| Rune Backlund             | ombudsman               |       | Centern                      | Jönköpings län       |                               |
| Kersti Johansson          | lantbrukare             |       | Centern                      | Jönköpings län       |                               |
| Anders Högmark            | civilekonom             |       | Moderata samlingspartiet     | Kronobergs län       |                               |
| Erik Hovhammar            | riksgäldsfullmäktig     |       | Moderata samlingspartiet     | Kronobergs län       |                               |
| Kjell Nilsson             | metallarbetare          |       | Socialdemokraterna           | Kronobergs län       |                               |
| Ulla Johansson            | lågstadielärare         |       | Socialdemokraterna           | Kronobergs län       |                               |
| Lars Hedfors              | politiker               |       | Socialdemokraterna           | Kronobergs län       |                               |
| Charlotte Branting        | lärare                  |       | Folkpartiet                  | Kronobergs län       |                               |
| Rune Gustavsson           | f.d. statsråd           |       | Centern                      | Kronobergs län       |                               |
| Bertil Danielsson         | lantbrukare             |       | Moderata samlingspartiet     | Kalmar län           |                               |
| Ewy Möller                |                         |       | Moderata samlingspartiet     | Kalmar län           |                               |
| Stig Alemyr               | rektor                  |       | Socialdemokraterna           | Kalmar län           | Ordförande i UU.              |
| Birger Rosqvist           | mästerlots              |       | Socialdemokraterna           | Kalmar län           |                               |
| Arne Andersson            | inspektör               |       | Socialdemokraterna           | Kalmar län           |                               |
| Lena Öhrsvik              | kurator                 |       | Socialdemokraterna           | Kalmar län           |                               |
| Bengt Kronblad            | ombudsman               |       | Socialdemokraterna           | Kalmar län           |                               |
| Ingrid Hasselström Nyvall | civilekonom             |       | Folkpartiet                  | Kalmar län           |                               |
| Gösta Andersson           | skogsbrukare            |       | Centern                      | Kalmar län           |                               |
| Agne Hansson              | ämneslärare             |       | Centern                      | Kalmar län           |                               |
| Ulla Pettersson           | socialsekreterare       |       | Socialdemokraterna           | Gotlands län         |                               |
| Gunhild Bolander          | ombudsman               |       | Centern                      | Gotlands län         |                               |
| Karl-Gösta Svenson        | skattedirektör          |       | Moderata samlingspartiet     | Blekinge län         |                               |
| Hans Gustafsson           | statsråd                |       | Socialdemokraterna           | Blekinge län         | Statsråd under perioden       |
| Ralf Lindström            | ombudsman               |       | Socialdemokraterna           | Blekinge län         |                               |
| Yvonne Sandberg-Fries     | avdelningschef          |       | Socialdemokraterna           | Blekinge län         |                               |
| Lennart Alsén             | skolledare              |       | Folkpartiet                  | Blekinge län         |                               |
| Karl-Anders Petersson     | bankkamrer              |       | Centern                      | Blekinge län         |                               |
| Wiggo Komstedt            | försäljningschef        |       | Moderata samlingspartiet     | Kristianstads län    |                               |
| Bo Lundgren               | civilekonom             |       | Moderata samlingspartiet     | Kristianstads län    |                               |
| Ingvar Eriksson           | lantbrukare             |       | Moderata samlingspartiet     | Kristianstads län    |                               |
| Nils Erik Wååg            | byggnadsingenjör        |       | Socialdemokraterna           | Kristianstads län    | Ordförande i NU.              |
| Börje Nilsson             | socionom                |       | Socialdemokraterna           | Kristianstads län    |                               |
| Maja Bäckström            | politiker               |       | Socialdemokraterna           | Kristianstads län    |                               |
| Kaj Larsson               | inköpare                |       | Socialdemokraterna           | Kristianstads län    |                               |
| Johnny Ahlqvist           | ombudsman               |       | Socialdemokraterna           | Kristianstads län    |                               |
| Bengt Harding Olson       | åklagare                |       | Folkpartiet                  | Kristianstads län    |                               |
| Margareta Mörck           | bibliotekarie           |       | Folkpartiet                  | Kristianstads län    |                               |
| Karl Erik Olsson          | lantbrukare             |       | Centern                      | Kristianstads län    | Ordförande i JoU.             |
| Ingbritt Irhammar         | lågstadielärare         |       | Centern                      | Kristianstads län    |                               |
| Olle Aulin                | försvarsdirektör        |       | Moderata samlingspartiet     | Fyrstadskretsen      |                               |
| Sten Andersson            | varvsarbetare           |       | Moderata samlingspartiet     | Fyrstadskretsen      |                               |
| Margit Gennser            | civilekonom             |       | Moderata samlingspartiet     | Fyrstadskretsen      |                               |
| Rolf Clarkson             | direktör                |       | Moderata samlingspartiet     | Fyrstadskretsen      | Vice ordförande i TU.         |
| Rune Rydén                | filosofie licentiat     |       | Moderata samlingspartiet     | Fyrstadskretsen      |                               |
| Sven Munke                | lantbrukare             |       | Moderata samlingspartiet     | Fyrstadskretsen      |                               |
| Lars-Erik Lövdén          | sekreterare             |       | Socialdemokraterna           | Fyrstadskretsen      |                               |
| Kurt Ove Johansson        | ombudsman               |       | Socialdemokraterna           | Fyrstadskretsen      |                               |
| Grethe Lundblad           | socialinspektör         |       | Socialdemokraterna           | Fyrstadskretsen      |                               |
| Birthe Sörestedt          | socionom                |       | Socialdemokraterna           | Fyrstadskretsen      |                               |
| Lennart Pettersson        | civilekonom             |       | Socialdemokraterna           | Fyrstadskretsen      |                               |
| Bo Nilsson                | kommunalråd             |       | Socialdemokraterna           | Fyrstadskretsen      |                               |
| Nils T. Svensson          | ombudsman               |       | Socialdemokraterna           | Fyrstadskretsen      |                               |
| Hans Pettersson           | kranmaskinist           |       | Socialdemokraterna           | Fyrstadskretsen      |                               |
| Ingegerd Anderlund        | vårdbiträde             |       | Socialdemokraterna           | Fyrstadskretsen      |                               |
| Karin Ahrland             | f.d. statsråd           |       | Folkpartiet                  | Fyrstadskretsen      | Ordförande i JuU.             |
| Margitta Edgren           | förlagschef             |       | Folkpartiet                  | Fyrstadskretsen      |                               |
| Kjell-Arne Welin          | arbetsförmedlare        |       | Folkpartiet                  | Fyrstadskretsen      |                               |
| Ulla Tillander            | ämneslärare             |       | Centern                      | Fyrstadskretsen      |                               |
| Jörn Svensson             | författare              |       | Vänsterpartiet kommunisterna | Fyrstadskretsen      |                               |
| Ingrid Sundberg           | filosofie kandidat      |       | Moderata samlingspartiet     | Malmöhus län         | Ordförande i KrU.             |
| Knut Wachtmeister         | lantmästare             |       | Moderata samlingspartiet     | Malmöhus län         | Vice ordförande i SkU.        |
| Per Stenmarck             | tjänsteman              |       | Moderata samlingspartiet     | Malmöhus län         |                               |
| John Johnsson             | ombudsman               |       | Socialdemokraterna           | Malmöhus län         |                               |
| Per Olof Håkansson        | byggnadsingenjör        |       | Socialdemokraterna           | Malmöhus län         |                               |
| Margit Sandéhn            | textillärare            |       | Socialdemokraterna           | Malmöhus län         |                               |
| Bengt Silfverstrand       | företagsekonom          |       | Socialdemokraterna           | Malmöhus län         |                               |
| Egon Jacobsson            | ombudsman               |       | Socialdemokraterna           | Malmöhus län         |                               |
| Hans Petersson            | folkskollärare          |       | Folkpartiet                  | Malmöhus län         |                               |
| Siw Persson               | gymnasieekonom          |       | Folkpartiet                  | Malmöhus län         |                               |
| Stig Josefsson            | lantbrukare             |       | Centern                      | Malmöhus län         |                               |
| Bertil Fiskesjö           | högskolelektor          |       | Centern                      | Malmöhus län         |                               |
| Sven Eric Lorentzon       | lantbrukare             |       | Moderata samlingspartiet     | Hallands län         |                               |
| Nic Grönvall              | advokat                 |       | Moderata samlingspartiet     | Hallands län         |                               |
| Ingemund Bengtsson        | f.d. statsråd           |       | Socialdemokraterna           | Hallands län         | Riksdagens talman             |
| Evert Hedberg             | ombudsman               |       | Socialdemokraterna           | Hallands län         |                               |
| Owe Andréasson            | verktygsmakare          |       | Socialdemokraterna           | Hallands län         |                               |
| Lars Svensson             | kontorsföreståndare     |       | Socialdemokraterna           | Hallands län         |                               |
| Christer Eirefelt         | byggnadstekniker        |       | Folkpartiet                  | Hallands län         | Vice ordförande i NU.         |
| Margareta Fogelberg       | inredningsarkitekt      |       | Folkpartiet                  | Hallands län         |                               |
| Ivar Franzén              | lantmästare             |       | Centern                      | Hallands län         |                               |
| Rolf Kenneryd             | skogsinspektor          |       | Centern                      | Hallands län         |                               |
| Lars Tobisson             | filosofie doktor        |       | Moderata samlingspartiet     | Göteborgs kommun     |                               |
| Sonja Rembo               | sekreterare             |       | Moderata samlingspartiet     | Göteborgs kommun     |                               |
| Hugo Hegeland             | f.d. professor          |       | Moderata samlingspartiet     | Göteborgs kommun     |                               |
| Lars Ahlström             | konditor                |       | Moderata samlingspartiet     | Göteborgs kommun     |                               |
| Sven Hulterström          | statsråd                |       | Socialdemokraterna           | Göteborgs kommun     | Statsråd under perioden       |
| Bengt Göransson           | statsråd                |       | Socialdemokraterna           | Göteborgs kommun     | Statsråd under perioden       |
| Kurt Hugosson             | avdelningschef          |       | Socialdemokraterna           | Göteborgs kommun     |                               |
| Doris Håvik               | assistent               |       | Socialdemokraterna           | Göteborgs kommun     | Ordförande i SfU.             |
| Jan Bergqvist             | sekreterare             |       | Socialdemokraterna           | Göteborgs kommun     | Ordförande i SkU.             |
| Inga-Britt Johansson      | inspektör               |       | Socialdemokraterna           | Göteborgs kommun     |                               |
| Sten Östlund              | metallarbetare          |       | Socialdemokraterna           | Göteborgs kommun     |                               |
| Björn Molin               | f.d. statsråd           |       | Folkpartiet                  | Göteborgs kommun     | Vice ordförande i FiU.        |
| Kerstin Ekman             | ingenjör                |       | Folkpartiet                  | Göteborgs kommun     |                               |
| Erling Bager              | ingenjör                |       | Folkpartiet                  | Göteborgs kommun     |                               |
| Lars Nordström            | politiker               |       | Folkpartiet                  | Göteborgs kommun     |                               |
| Rune Thorén               | socionom                |       | Centern                      | Göteborgs kommun     |                               |
| Alexander Chrisopoulos    | truckförare             |       | Vänsterpartiet kommunisterna | Göteborgs kommun     |                               |
| Viola Claesson            | bibliotekarie           |       | Vänsterpartiet kommunisterna | Göteborgs kommun     |                               |
| Nils Carlshamre           | lektor                  |       | Moderata samlingspartiet     | Bohuslän             | Vice ordförande i SfU.        |
| Jens Eriksson             | ombudsman               |       | Moderata samlingspartiet     | Bohuslän             |                               |
| Siri Häggmark             | distriktssköterska      |       | Moderata samlingspartiet     | Bohuslän             |                               |
| Evert Svensson            | socionom                |       | Socialdemokraterna           | Bohuslän             | Vice ordförande i SoU.        |
| Karl-Erik Svartberg       | rektor                  |       | Socialdemokraterna           | Bohuslän             |                               |
| Lennart Nilsson           | byggnadssnickare        |       | Socialdemokraterna           | Bohuslän             |                               |
| Lisbet Calner             | postexpeditör           |       | Socialdemokraterna           | Bohuslän             |                               |
| Sverre Palm               | järnvägstjänsteman      |       | Socialdemokraterna           | Bohuslän             |                               |
| Kenth Skårvik             | distriktschef           |       | Folkpartiet                  | Bohuslän             |                               |
| Leif Olsson               | bankkamrer              |       | Folkpartiet                  | Bohuslän             |                               |
| Kjell A. Mattsson         | politiker               |       | Centern                      | Bohuslän             | Ordförande i BoU.             |
| Elving Andersson          | ombudsman               |       | Centern                      | Bohuslän             |                               |
| Arne Andersson            | lantbrukare             |       | Moderata samlingspartiet     | Älvsborgs läns norra |                               |
| Sten Sture Paterson       | filosofie doktor        |       | Moderata samlingspartiet     | Älvsborgs läns norra |                               |
| Rune Johansson            | verkmästare             |       | Socialdemokraterna           | Älvsborgs läns norra |                               |
| Ingvar Johnsson           | studiesekreterare       |       | Socialdemokraterna           | Älvsborgs läns norra |                               |
| Wivi-Anne Radesjö         |                         |       | Socialdemokraterna           | Älvsborgs läns norra |                               |
| Rune Evensson             | politiker               |       | Socialdemokraterna           | Älvsborgs läns norra |                               |
| Elver Jonsson             | brevbärare              |       | Folkpartiet                  | Älvsborgs läns norra | Vice ordförande i AU.         |
| Kerstin Gellerman         | farmaceut               |       | Folkpartiet                  | Älvsborgs läns norra | Avled den 10 augusti 1987     |
| Ingvar Karlsson           | fabriksarbetare         |       | Centern                      | Älvsborgs läns norra |                               |
| Marianne Andersson        | ekonom                  |       | Centern                      | Älvsborgs läns norra |                               |
| Hans Nyhage               | rektor                  |       | Moderata samlingspartiet     | Älvsborgs läns södra |                               |
| Arne Svensson             | lantbrukare             |       | Moderata samlingspartiet     | Älvsborgs läns södra |                               |
| Lahja Exner               | textilarbeterska        |       | Socialdemokraterna           | Älvsborgs läns södra |                               |
| Arne Kjörnsberg           | ombudsman               |       | Socialdemokraterna           | Älvsborgs läns södra |                               |
| Berndt Ekholm             | arkitekt                |       | Socialdemokraterna           | Älvsborgs läns södra |                               |
| Lars Sundin               | adjunkt                 |       | Folkpartiet                  | Älvsborgs läns södra |                               |
| Lennart Brunander         | lantbrukare             |       | Centern                      | Älvsborgs läns södra |                               |
| Sten Svensson             | informationschef        |       | Moderata samlingspartiet     | Skaraborgs län       |                               |
| Ivar Virgin               | civilekonom             |       | Moderata samlingspartiet     | Skaraborgs län       |                               |
| Jan Fransson              | byrådirektör            |       | Socialdemokraterna           | Skaraborgs län       |                               |
| Sven-Gösta Signell        | ombudsman               |       | Socialdemokraterna           | Skaraborgs län       |                               |
| Birgitta Johansson        | metallarbetare          |       | Socialdemokraterna           | Skaraborgs län       |                               |
| Anders Nilsson            | arbetsförmedlare        |       | Socialdemokraterna           | Skaraborgs län       |                               |
| Kjell Nordström           | metallarbetare          |       | Socialdemokraterna           | Skaraborgs län       |                               |
| Olle Grahn                | fabrikör                |       | Folkpartiet                  | Skaraborgs län       |                               |
| Bengt Rosén               | företagare              |       | Folkpartiet                  | Skaraborgs län       |                               |
| Bengt Kindbom             | sekreterare             |       | Centern                      | Skaraborgs län       |                               |
| Gunilla André             | politiker               |       | Centern                      | Skaraborgs län       |                               |
| Göthe Knutson             | redaktör                |       | Moderata samlingspartiet     | Värmlands län        |                               |
| Gullan Lindblad           | sjuksköterska           |       | Moderata samlingspartiet     | Värmlands län        |                               |
| Roine Carlsson            | statsråd                |       | Socialdemokraterna           | Värmlands län        | Statsråd under perioden       |
| Magnus Persson            | ombudsman               |       | Socialdemokraterna           | Värmlands län        |                               |
| Bo Finnkvist              | järnbruksarbetare       |       | Socialdemokraterna           | Värmlands län        |                               |
| Kristina Svensson         | rektor                  |       | Socialdemokraterna           | Värmlands län        |                               |
| Hans Rosengren            | ombudsman               |       | Socialdemokraterna           | Värmlands län        |                               |
| Erik Jansson              | landstingsdirektör      |       | Socialdemokraterna           | Värmlands län        |                               |
| Karl Erik Eriksson        | lantbrukare             |       | Folkpartiet                  | Värmlands län        | Riksdagens andra vice talman  |
| Jan Hyttring              | ingenjör                |       | Centern                      | Värmlands län        |                               |
| Bertil Jonasson           | småbrukare              |       | Centern                      | Värmlands län        |                               |
| Björn Samuelson           | lärare                  |       | Vänsterpartiet kommunisterna | Värmlands län        |                               |
| Ann-Cathrine Haglund      | adjunkt                 |       | Moderata samlingspartiet     | Örebro län           |                               |
| Bengt Wittbom             | platschef               |       | Moderata samlingspartiet     | Örebro län           |                               |
| Ingemar Konradsson        |                         |       | Socialdemokraterna           | Örebro län           |                               |
| Sture Ericson             | redaktör                |       | Socialdemokraterna           | Örebro län           |                               |
| Maud Björnemalm           | kommunalråd             |       | Socialdemokraterna           | Örebro län           |                               |
| Helge Hagberg             | kommunalråd             |       | Socialdemokraterna           | Örebro län           |                               |
| Håkan Strömberg           | metallarbetare          |       | Socialdemokraterna           | Örebro län           | Vice ordförande i JoU.        |
| Gunnar Ström              | metallarbetare          |       | Socialdemokraterna           | Örebro län           |                               |
| Lars Ernestam             | kulturchef              |       | Folkpartiet                  | Örebro län           |                               |
| Gudrun Norberg            | kommunalråd             |       | Folkpartiet                  | Örebro län           |                               |
| Britta Hammarbacken       | leg. sjuksköterska      |       | Centern                      | Örebro län           |                               |
| Karl-Erik Persson         | politiker               |       | Vänsterpartiet kommunisterna | Örebro län           |                               |
| Karl Björzén              | bergsingenjör           |       | Moderata samlingspartiet     | Västmanlands län     |                               |
| Anders Andersson          |                         |       | Moderata samlingspartiet     | Västmanlands län     | lantbrukare                   |
| Olle Göransson            | verkmästare             |       | Socialdemokraterna           | Västmanlands län     | Vice ordförande i FöU.        |
| Lena Hjelm-Wallén         | statsråd                |       | Socialdemokraterna           | Västmanlands län     | Statsråd under perioden       |
| Roland Sundgren           | ombudsman               |       | Socialdemokraterna           | Västmanlands län     |                               |
| Berit Oscarsson           | studiesekreterare       |       | Socialdemokraterna           | Västmanlands län     |                               |
| Margareta Hemmingsson     | lågstadielärare         |       | Socialdemokraterna           | Västmanlands län     |                               |
| Göran Magnusson           | kommunalråd             |       | Socialdemokraterna           | Västmanlands län     |                               |
| Hugo Bergdahl             | polis                   |       | Folkpartiet                  | Västmanlands län     |                               |
| Kerstin Göthberg          | lantbrukare             |       | Centern                      | Västmanlands län     |                               |
| Hans Petersson            | ombudsman               |       | Vänsterpartiet kommunisterna | Västmanlands län     |                               |
| Björn Körlof              | departementssekr.       |       | Moderata samlingspartiet     | Kopparbergs län      |                               |
| Margareta Gard            | politiker               |       | Moderata samlingspartiet     | Kopparbergs län      |                               |
| Kjell-Olof Feldt          | statsråd                |       | Socialdemokraterna           | Kopparbergs län      | Statsråd under perioden       |
| Inger Hestvik             | studierektor            |       | Socialdemokraterna           | Kopparbergs län      |                               |
| Yngve Nyquist             | personalintendent       |       | Socialdemokraterna           | Kopparbergs län      |                               |
| Iréne Vestlund            | sjukvårdslärare         |       | Socialdemokraterna           | Kopparbergs län      |                               |
| Ove Karlsson              | skogsarbetare           |       | Socialdemokraterna           | Kopparbergs län      |                               |
| Bo Södersten              | professor               |       | Socialdemokraterna           | Kopparbergs län      |                               |
| Lars De Geer              | f.d. statsråd           |       | Folkpartiet                  | Kopparbergs län      |                               |
| Karl Boo                  | f.d. statsråd           |       | Centern                      | Kopparbergs län      |                               |
| Birgitta Hambraeus        | filosofie kandidat      |       | Centern                      | Kopparbergs län      |                               |
| Lars-Ove Hagberg          | järnbruksarbetare       |       | Vänsterpartiet kommunisterna | Kopparbergs län      |                               |
| Rolf Dahlberg             | yrkesvalslärare         |       | Moderata samlingspartiet     | Gävleborgs län       |                               |
| Håkan Stjernlöf           | boktryckare             |       | Moderata samlingspartiet     | Gävleborgs län       |                               |
| Olle Westberg             | svarvare                |       | Socialdemokraterna           | Gävleborgs län       |                               |
| Ing-Marie Hansson         | sjuksköterska           |       | Socialdemokraterna           | Gävleborgs län       | Vice ordförande i KrU.        |
| Olle Östrand              | mätningsföreståndare    |       | Socialdemokraterna           | Gävleborgs län       |                               |
| Wivi-Anne Cederqvist      | arbetsförmedlare        |       | Socialdemokraterna           | Gävleborgs län       |                               |
| Iris Mårtensson           | studieombudsman         |       | Socialdemokraterna           | Gävleborgs län       |                               |
| Axel Andersson            | kronojägare             |       | Socialdemokraterna           | Gävleborgs län       |                               |
| Lennart Holmsten          | kommunalråd             |       | Socialdemokraterna           | Gävleborgs län       |                               |
| Hans Lindblad             | redaktör                |       | Folkpartiet                  | Gävleborgs län       |                               |
| Gunnar Björk              | bankkonsulent           |       | Centern                      | Gävleborgs län       |                               |
| Gunnel Jonäng             | studieinstruktör        |       | Centern                      | Gävleborgs län       |                               |
| Bertil Måbrink            | ombudsman               |       | Vänsterpartiet kommunisterna | Gävleborgs län       |                               |
| Per-Richard Molén         | företagare              |       | Moderata samlingspartiet     | Västernorrlands län  |                               |
| Bo Holmberg               | statsråd                |       | Socialdemokraterna           | Västernorrlands län  | Statsråd under perioden       |
| Rune Jonsson              | elektriker              |       | Socialdemokraterna           | Västernorrlands län  |                               |
| Sven Lundberg             | ombudsman               |       | Socialdemokraterna           | Västernorrlands län  |                               |
| Bo Forslund               | ombudsman               |       | Socialdemokraterna           | Västernorrlands län  |                               |
| Martin Segerstedt         | arbetsförmedlare        |       | Socialdemokraterna           | Västernorrlands län  |                               |
| Britta Sundin             | kontorist               |       | Socialdemokraterna           | Västernorrlands län  |                               |
| Sigge Godin               | förste inspektör        |       | Folkpartiet                  | Västernorrlands län  |                               |
| Thorbjörn Fälldin         | lantbrukare             |       | Centern                      | Västernorrlands län  | Partiordförande               |
| Martin Olsson             | bankkamrer              |       | Centern                      | Västernorrlands län  |                               |
| Sven Henricsson           |                         |       | Vänsterpartiet kommunisterna | Västernorrlands län  |                               |
| Ingrid Hemmingsson        | hushållslärare          |       | Moderata samlingspartiet     | Jämtlands län        |                               |
| Marianne Stålberg         | skolkurator             |       | Socialdemokraterna           | Jämtlands län        |                               |
| Nils-Olof Gustafsson      | ombudsman               |       | Socialdemokraterna           | Jämtlands län        |                               |
| Margareta Winberg         | lärare                  |       | Socialdemokraterna           | Jämtlands län        |                               |
| Nils Åsling               | f.d. statsråd           |       | Centern                      | Jämtlands län        |                               |
| Hans Dau                  | hemmansägare            |       | Moderata samlingspartiet     | Västerbottens län    |                               |
| Arne Nygren               | journalist              |       | Socialdemokraterna           | Västerbottens län    | Vice ordförande i JuU.        |
| Christina Flink           |                         |       | Socialdemokraterna           | Västerbottens län    |                               |
| Georg Andersson           | rektor                  |       | Socialdemokraterna           | Västerbottens län    | Ordförande i UbU.             |
| Lilly Hansson             | sjukvårdare             |       | Socialdemokraterna           | Västerbottens län    |                               |
| Roland Brännström         | verkmästare             |       | Socialdemokraterna           | Västerbottens län    |                               |
| Rune Ångström             | direktör                |       | Folkpartiet                  | Västerbottens län    |                               |
| Ulla Orring               | fru                     |       | Folkpartiet                  | Västerbottens län    |                               |
| Börje Hörnlund            | skogsmästare            |       | Centern                      | Västerbottens län    |                               |
| Karin Israelsson          | distriktssköterska      |       | Centern                      | Västerbottens län    |                               |
| John Andersson            | skogsarbetare           |       | Vänsterpartiet kommunisterna | Västerbottens län    |                               |
| Erik Holmkvist            | företagare              |       | Moderata samlingspartiet     | Norrbottens län      |                               |
| Sten-Ove Sundström        | järnverksarbetare       |       | Socialdemokraterna           | Norrbottens län      |                               |
| Åsa Strömbäck-Norrman     |                         |       | Socialdemokraterna           | Norrbottens län      |                               |
| Åke Selberg               | hemmansägare            |       | Socialdemokraterna           | Norrbottens län      |                               |
| Bruno Poromaa             | gruvarbetare            |       | Socialdemokraterna           | Norrbottens län      |                               |
| Ewa Hedkvist Petersen     | familjerättssekreterare |       | Socialdemokraterna           | Norrbottens län      |                               |
| Leif Marklund             | ombudsman               |       | Socialdemokraterna           | Norrbottens län      |                               |
| Monica Öhman              | undersköterska          |       | Socialdemokraterna           | Norrbottens län      |                               |
| Britta Bjelle             | distriktsåklagare       |       | Folkpartiet                  | Norrbottens län      |                               |
| Per-Ola Eriksson          | ombudsman               |       | Centern                      | Norrbottens län      |                               |
| Paul Lestander            | skogsarbetare           |       | Vänsterpartiet kommunisterna | Norrbottens län      |                               |